# MAN gl

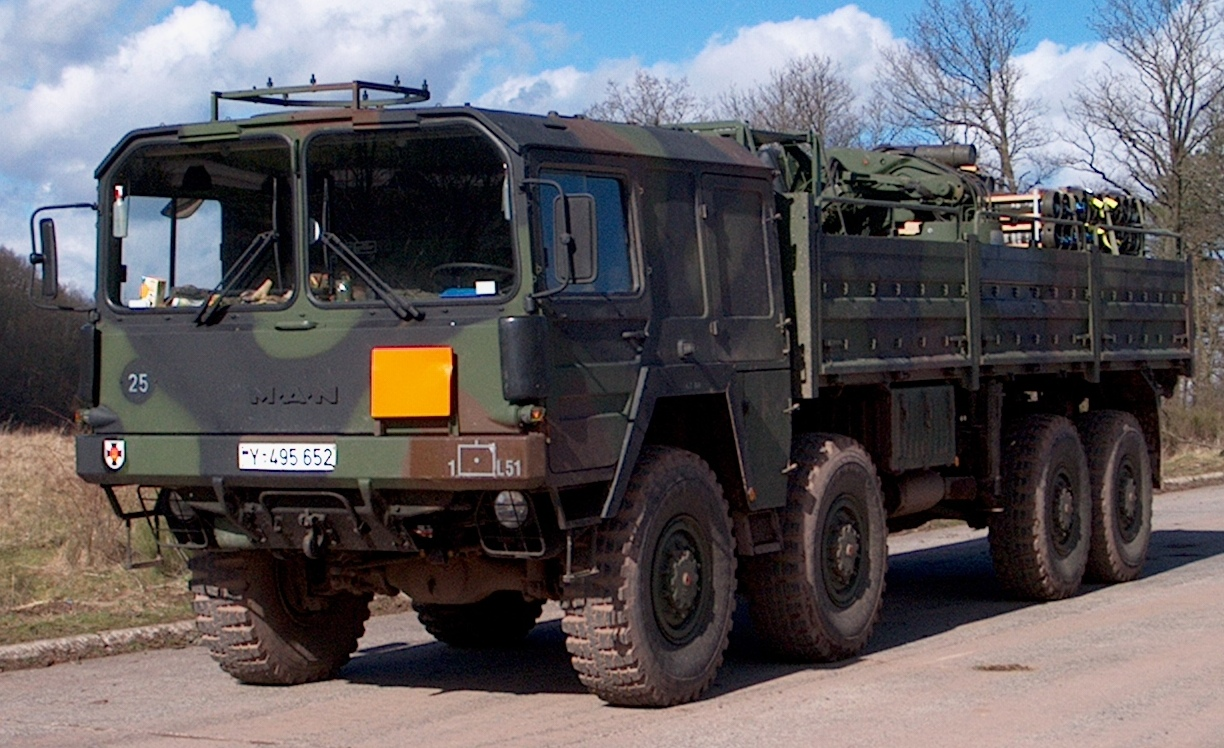
Vierachsiger (8×8) MAN 10 t gl mit Ladekran und 10 Tonnen max. Zuladung. Beladen mit Munition und gelb gekennzeichnet gemäß Gefahrgutverordnung im Verfügungsraum des Truppenübungsplatzes
1./FeldArtLehrBtl 51 Idar-Oberstein

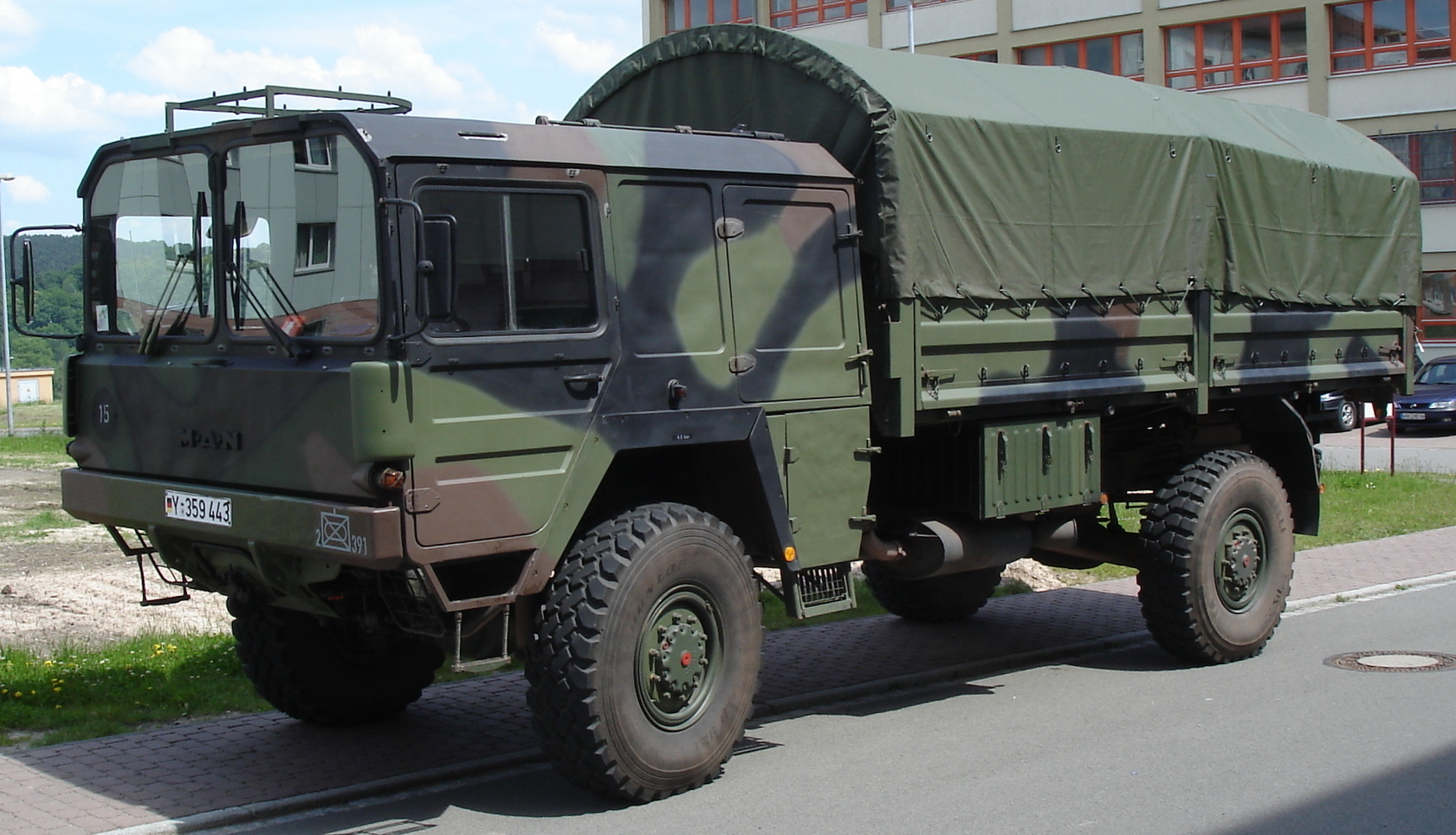
Die kleinste Version des Lkw, MAN 5 t gl mit zwei Achsen (4×4) und 5 Tonnen Zuladung

MAN gl oder auch MAN mil gl ist der Name einer Baureihe von militärischen, geländegängigen Lastkraftwagen mit Allradantrieb, die in den 1960er Jahren auf Anforderung der deutschen Bundeswehr als Sonderentwicklung entstand. Die Fahrzeuge wurden mehrfach technisch weiterentwickelt und werden bis heute gebaut. Es gibt Varianten mit der Gesamtzahl von 2, 3, oder 4 permanent angetriebenen Achsen (entsprechend einer Antriebsformel von 4×4, 6×6, und 8×8) mit modellabhängiger Nutzlast bzw. Zuladung von 5, 7, 10 oder 15 Tonnen. Die Lkw werden außer beim deutschen Militär auch von den Streitkräften mehrerer anderer Staaten eingesetzt, zudem gibt es eine Reihe von zivilen Nutzern wie die UNO und das deutsche Technische Hilfswerk (THW). Der MAN gl wurde und wird in einer Vielzahl von Verwendungsarten eingesetzt, unter anderem als Waffensystem-Träger, Waffentransportfahrzeug, Kranfahrzeug und als Mehrzweck-Transporter.

## Geschichte
Im Jahr 1962 plante die Bundeswehr, ihren Fuhrpark aus der Aufbauzeit zu ersetzen. Gefordert waren zwei-, drei- und vierachsige Landfahrzeuge in der Nutzlastklasse 4 bis 10 Tonnen mit Schwimmfähigkeit. Aufgrund des hohen Anteils an Neuentwicklung sah sich das Bundesamt für Wehrtechnik und Beschaffung (BWB) nicht in der Lage, die technische Verantwortung für eine Entscheidung zu übernehmen, und empfahl den teilnehmenden Firmen die Gründung eines Gemeinschaftsbüros (GB) sowie die Einigung auf ein Projekt.
Zwei Jahre später im Jahr 1964 bildete sich das Gemeinschaftsbüro der deutschen Nutzfahrzeugindustrie unter der Führung von MAN. Die Hersteller Klöckner-Humboldt-Deutz (KHD), Büssing, Krupp und Henschel waren ebenfalls am Projekt beteiligt.
Am 12. August 1964 erstellte das BWB die Forderungen für die zweite Generation. Die Spezifikationen für die sogenannte Folgegeneration waren weitgehend handelsübliche Fahrzeuge, uneingeschränkte Geländegängigkeit, schwimmfähig, permanenter Allradantrieb, Niederdruckreifen mit Notlaufeigenschaften, Stahlfahrerhaus, ABC-Dichtigkeit, Vielstoffmotor und eine Einsatzdauer von mindestens zehn Jahren.
Aufgrund zu hoher Beschaffungskosten und des neuen NATO-Standards wurden Schwimm-, ABC- und Vielstofffähigkeit sowie die Niederdruckreifen gestrichen und eine neue Forderung definiert. So wurde die Nutzlast für den Zweiachser auf 5 t gesteigert, die Wattiefe auf 1200 mm gesetzt, die Ladeflächenhöhe auf 1650 mm angehoben, luftgekühlte Deutz-V8-Motoren mit und ohne Turboaufladung sowie Reifen mit einer Größe von 14.00 R 20 festgelegt. Diese so „abgespeckte“ Variante war allerdings noch immer zu teuer, um sie flächendeckend einzuführen. Nach weiteren Prüfungen teilte man das Projekt in handelsübliche Kraftfahrzeuge und militärische Sonderentwicklungen sowie je nach Geländegängigkeit in sechs Kategorien.
Am 4. Dezember 1975 unterschrieb die Bundeswehr mit MAN den Serienvertrag über die Lieferung von den nun nochmals in zwei Kategorien unterteilten militärischen Sonderentwicklungen. So erfolgte am 29. November 1976 die Auslieferung des ersten Kategorie-I-MAN, des 10 t mil gl.

## Allgemein

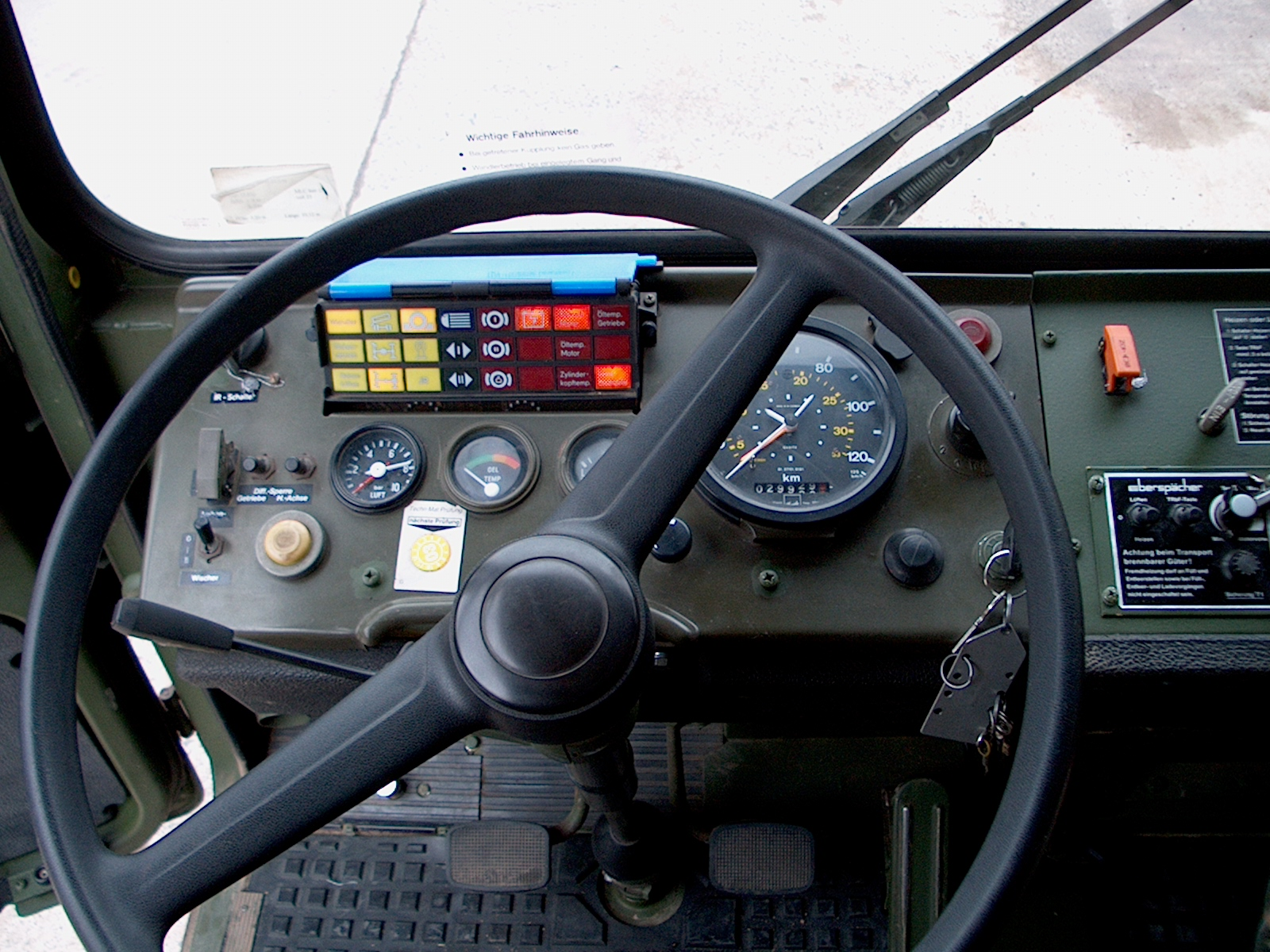
Fahrerhaus eines MAN 10 t mil gl
Baugleich mit 5 t und 7 t

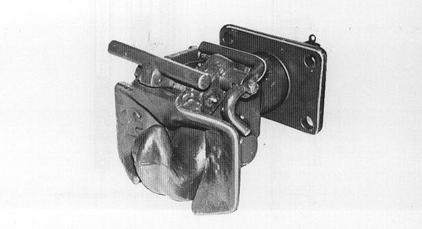
Hakenkupplung des MAN mil gl

Die MAN-Serie, eingeführt unter der Bezeichnung mil gl (für militarisiert geländegängig), befindet sich in allen Teilstreitkräften der Bundeswehr im Einsatz. Die Militarisierung umfasst dabei einen von der normalen Beleuchtung getrennten Tarnlichtkreis (Tarnlicht-Scheinwerfer vorn, Tarnrück- und Bremsleuchte sowie das Leitkreuz), militärische Anordnung der Instrumentierung mit Tarnmöglichkeit, einen Not-Aus-Schalter zum Abschalten der Stromversorgung, eine Dachluke mit Drehringlafette und Gewehrhalterungen. Die Fahrzeuge zählen zur Kategorie I (KAT I) der militärischen Sonderentwicklungen und sind somit vollgeländegängig.
Die Fahrzeuge der Nutzlastklasse 5 t, 7 t, 10 t KAT I gehören zur zweiten Generation (Folgegeneration) und mit der Kennung KAT I A1 zur erweiterten Folgegeneration, darunter auch die 15-t-Version. Fahrzeuge der KAT-I-Generation wurden Mitte der 1990er Jahre einer Hauptinstandsetzung unterzogen, um ihre Lebensdauer um weitere zehn Jahre zu verlängern.
Fahrzeuge der Kategorie I A1.1 (KAT I A1.1) wie der 15 t mil gl „Multi“ gehören zur sogenannten dritten Generation und sind Weiterentwicklungen, gehören aber noch immer zu den militärischen Sonderentwicklungen.
Vielfach sind die Fahrzeuge unter dem Begriff „5-, 7-, 10-, 15-Tonner“ bekannt, dies bezeichnet die militärische Nutzlastklasse (entspricht der maximalen Zuladung und ist nicht zu verwechseln mit der militärischen Lastenklasse). „Tonner“ bezieht sich in der Bundeswehr-Umgangssprache auf die Nutzlast.

## Technischer Aufbau
Alle Lkw der Serie sind im Baukastensystem aufgebaut. So bestehen alle Fahrzeuge aus einem extrem verwindungssteifen Leiterrahmen mit geschlossenen Kasten-Längsträgern und damit verschweißten Rohr-Querträgern, ausgestattet mit hochbeweglichen, an Lenkern geführten Achsen, die über Schraubenfedern mit dem Rahmen verbunden sind. Der Motor sitzt im Frontlenker-Fahrerhaus, das durch eine Zwischenwand in Fahrer- und Motorraum geteilt wird. Als Besonderheit ist der Motor hinter dem Fahrerraum eingebaut und nicht wie bei anderen Frontlenkern darunter. Dadurch konnte eine Höhe über Führerhaus von knapp 2,9 m realisiert werden, was die Verladung auf Standard-Eisenbahnwagen ermöglicht. Um das Lademaß und das Lichtraumprofil der Eisenbahn einzuhalten, wurden die oberen Seitenkanten des Fahrerhauses charakteristisch abgeschrägt. Da die Fahrzeuge der ersten Baureihe noch auf den schwimmfähigen Prototypen basieren, ist deren Fahrerhaus nicht für Wartungszwecke kippbar. Dies wurde erst mit der zweiten Baureihe Mitte der 1980er Jahre eingeführt. 
Der Verbrennungsmotor gibt seine Leistung über Wandlerschaltkupplung, Schaltgetriebe und das Verteilergetriebe auf die Vorder- und Hinterachse(n) ab. In der ersten Baureihe KAT I bilden diese drei Komponenten eine Einheit und sind somit ein Sonderbauteil. Für die späteren Baureihen KAT I A1 werden günstigere Großserienteile aus der laufenden Lkw-Produktion verwendet. Damit ließ sich auch die Anzahl der Gänge von 6 auf 16 erhöhen, was die theoretische Höchstgeschwindigkeit von 90 auf rund 130 km/h steigert. Bei der üblicherweise gefahrenen Geschwindigkeit von 80 km/h reduziert sich somit die Motordrehzahl erheblich, was den Kraftstoffverbrauch senkt. Die Bordnetzspannung beträgt 24 V und entspricht so dem Standard in der Bundeswehr. Eine Besonderheit ist die Anhängerkupplung. Im Gegensatz zu einem zivilen Fahrzeug verfügt der MAN mil gl wie jeder Bundeswehr-Lkw über eine Hakenkupplung (auch „NATO-Kupplung“ genannt). Diese ermöglicht den Anhängerbetrieb auch in schwerem Gelände, erfordert aber den Einsatz von Anhängern mit passender Zugöse. Da der MAN mil gl schon über die neuere automatisch schließende Version der Hakenkupplung verfügt, kann sie bei ziviler Zulassung des Fahrzeugs uneingeschränkt weiterbenutzt werden, sofern die Anhänger mit einer entsprechenden Zugöse ausgerüstet sind.
Zur Selbstverteidigung verfügen die Fahrzeuge über ein auf Drehringlafette montiertes Maschinengewehr MG3.

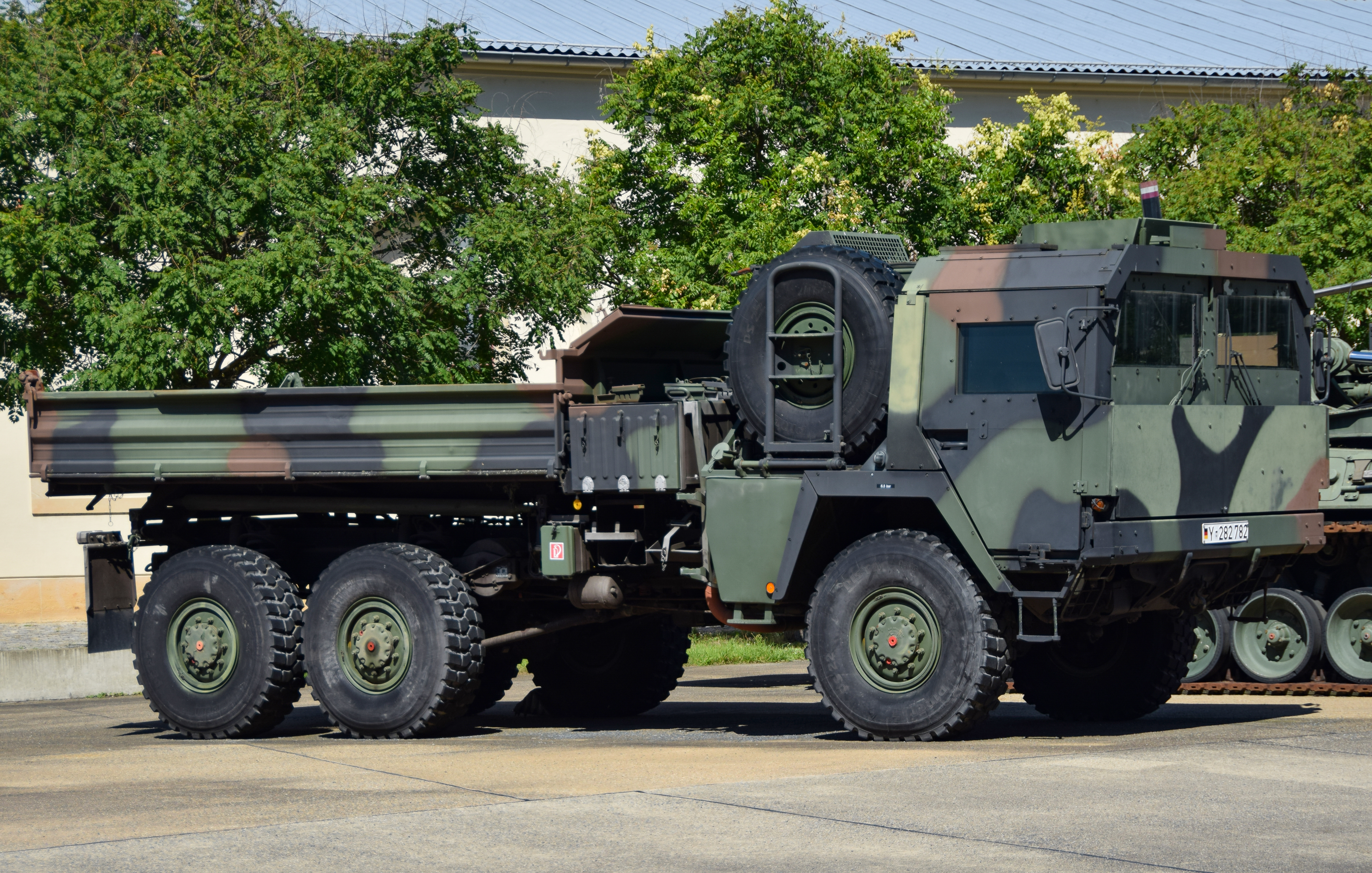
MAN 7t mil gl (6×6) Kipper MSA

Im Rahmen der Auslandseinsätze der Bundeswehr wurden einige Fahrzeuge zusätzlich mit einer modularen Schutzausstattung (MSA) gepanzert, um den Schutz der Besatzung zu erhöhen.
Neubauten der Generation 3 verfügen dagegen je nach Modell über eine sogenannte Fahrzeugschutzausstattung (FSA). Im Gegensatz zu MSA erhalten die Fahrzeuge wie beim ATF Dingo bereits während der Fertigung eine Schutzzelle und sind entsprechend darauf abgestimmt.

## Varianten (2. Generation)

### LKW 5 t mil gl KAT I und KAT I A1 (4×4)
Angetrieben von einem Deutz-V8-Dieselmotor F8L413F mit 256 PS wurden 1976 bis 1985 zwei Varianten (Typ 451, 461) eingeführt. Hauptsächlich dienten diese Fahrzeuge als Pritschenlastkraftwagen mit und ohne Plane für Personen- und Materialtransport, als Trägerfahrzeug für die Kabine II, als Träger des Feuerleitradars (FERA) des leichten Artillerie-Raketen-Systems (LARS) und als Bergefahrzeug mit 1-t-Kran der Firma Atlas-Weyhausen für das Kleinfluggerät  KZO „Brevel“.
Eine Besonderheit bilden die Tankfahrzeuge auf Basis des 5 t mil gl. Durch den Tankaufsatz (TA) mit Pumpe in der Konfiguration 4600 l und 2 × 2300 l überschreiten die Fahrzeuge das zulässige Gesamtgewicht um eine Tonne. Aufgrund von Tests und mit Zustimmung des Reifenherstellers erhöhte man den Reifendruck, um dies zu kompensieren. Alle Fahrzeuge besitzen darüber hinaus eine Ausnahmegenehmigung.
Die Lkw des Typs 461 sind im Unterschied zum Typ 451 mit einer 30-Meter-Seilwinde der Firma Rotzler ausgestattet und tragen zusätzlich ein kleines „w“ im Namen, die Bezeichnung lautet dann 5 t mil glw. Die Zuglast der Seilwinde beträgt 5 t und das Seil kann jeweils nach vorne oder hinten gelegt werden. Die 2073 Fahrzeuge mit Winden gingen fast ausschließlich an das Heer.
In den Jahren 1986 bis 1993 beauftragte die Luftwaffe unter der Maßgabe der Luftverladbarkeit in einer C-130 Hercules oder C-160 Transall weitere Fahrzeuge. Bei diesen mit der Bezeichnung KAT I A1 eingeführten Lastkraftwagen wurden Mängel der ersten Version beseitigt und leichte Veränderungen vorgenommen. So wurde das feste Fahrerhaus modifiziert, um den Motorwechsel zu beschleunigen. Für die Luftverladung hat das Führerhaus ein abschraubbares Hardtop.

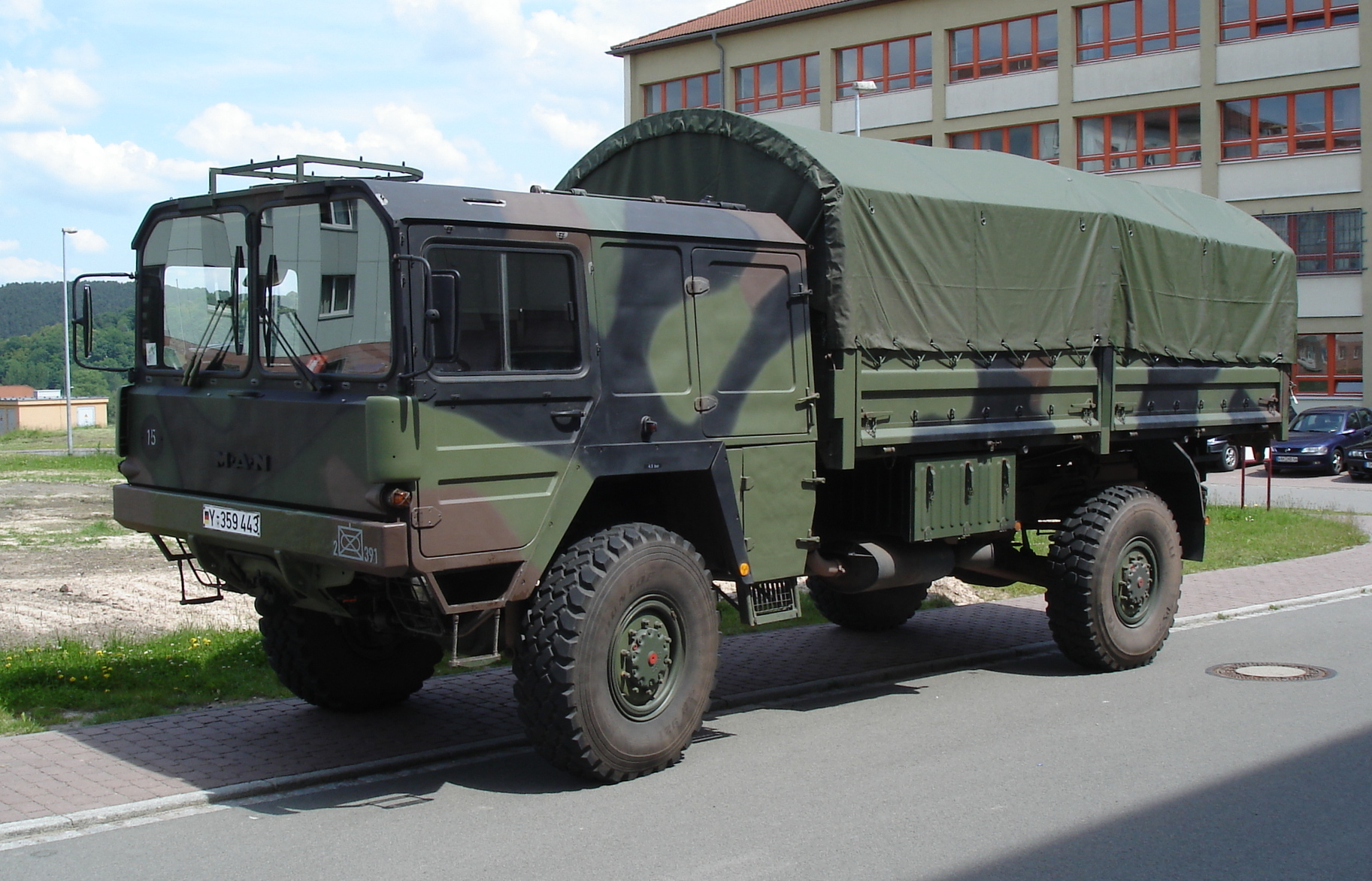
5 t gl KAT I mit Plane und Spriegel
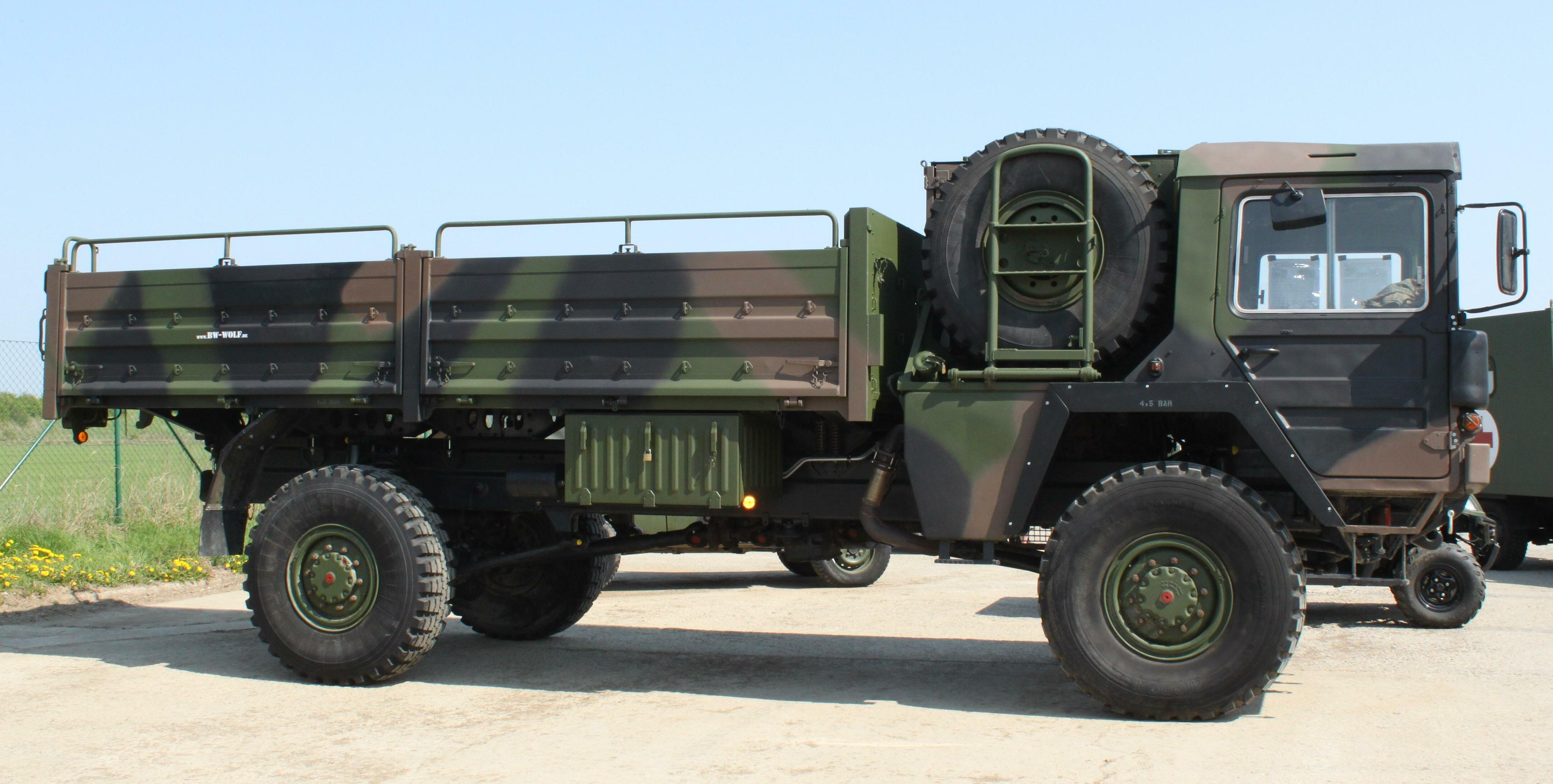
5 t gl KAT I abgeplant

### LKW 7 t mil gl KAT I und KAT I A1 (6×6)
Die LKW mit Nutzlast 7 t bilden das zweite Fahrzeug der MAN-Familie der zweiten Generation. Angetrieben von einem stärkeren, luftgekühlten 320-PS-Deutz-Motor mit Abgasturbolader und Ladeluftkühlung entsprechen sie im Aufbau dem 5 Tonner. Der Antrieb der zweiten Hinterachse erfolgt über einen Durchtrieb an der ersten Hinterachse.
Insgesamt fertigte MAN in den Jahren 1977 bis 1985 in der KAT-I-Version fünf Typen. Die Typen 452, 462 mit Seilwinde und 463 dienten als Pritschenfahrzeug, Geräteträger für die Aufklärungsdrohne CL289, als Geräteträger für das leichte Artillerie-Raketen-System (LARS), als Geräteträger für Dekontamination in der ABCAbwehr-Truppe sowie bei den Pioniereinheiten als Zugmittel für den Minenverleger 85 (MiV85) und den dreiachsigen Flachbettanhänger 15 t. In der Version 453 baute MAN einen Dreiseitenkipper mit Seilwinde für die Pioniere und ein Containertransportfahrzeug für die Sanitäter. Der letzte Typ der Folgegeneration war ein Geräteträger für die Faltschwimmbrücken. Ausgerüstet mit einem Flachbett und verlängertem Radstand kann dieser Typ 455 alle Teile der Brücke und das Motorboot 3 tragen. Wie auch der Typ 462 verfügt dieses Fahrzeug über eine 5-Tonnen-Seilwinde.
Insgesamt fertigte MAN 3500 Fahrzeuge der 7-Tonnen-Klasse in der Version KAT I.
Wie auch beim 5-Tonner meldete die Luftwaffe zu Beginn der 1980er Jahre erneut Bedarf an. In den Jahren 1986 bis 1993 lieferte MAN Fahrzeuge in der verbesserten KAT-I-A1-Version für das Patriot-Flugabwehrraketensystem.
Neben der Funktion als Trägerfahrzeug für die Feuerleit- und Kampfführungsanlage wurden auf dem LKW ebenfalls die Stromerzeugungsanlage 2 × 150 kW und die Antennenmastgruppe verlastet.

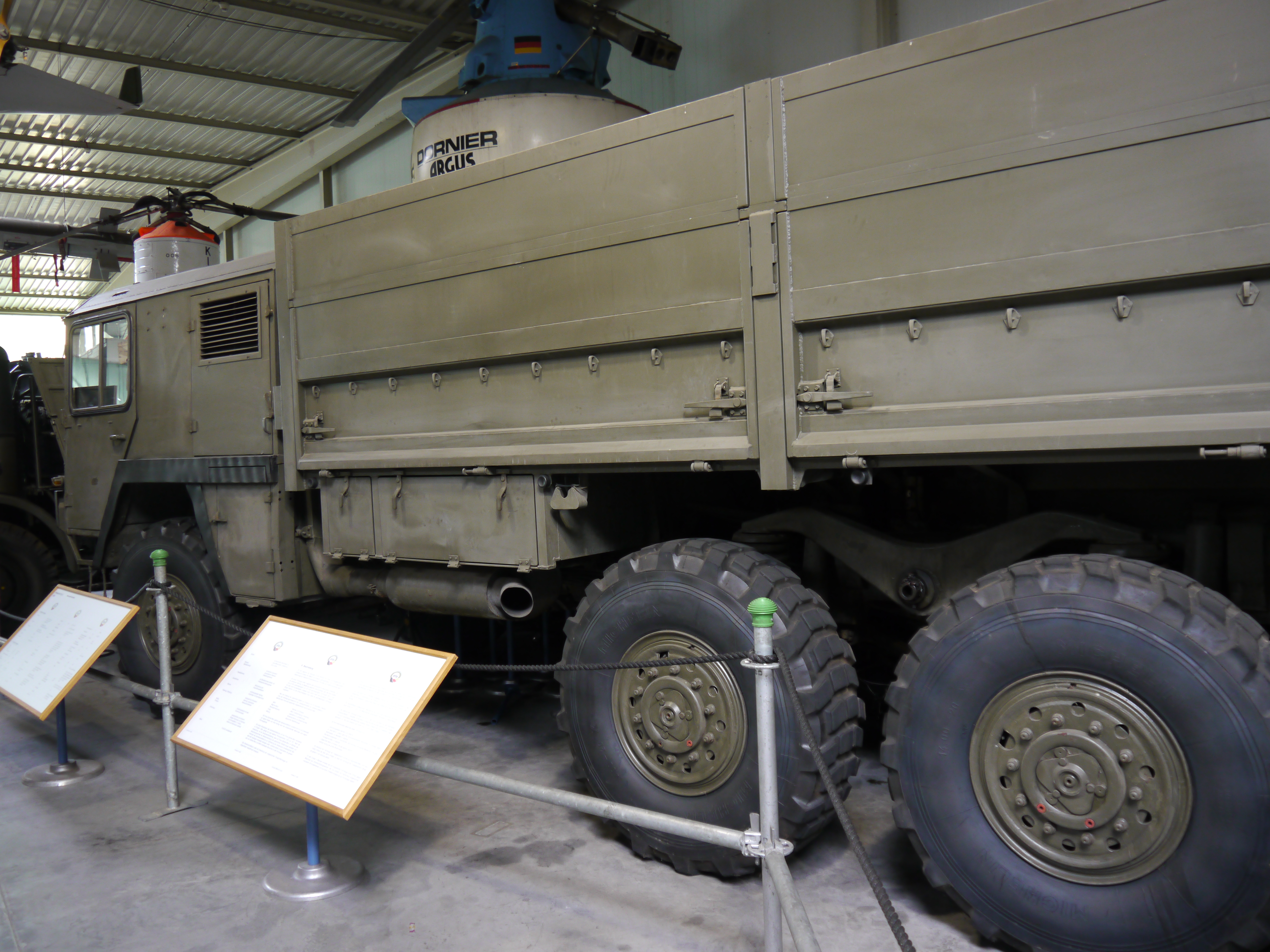
MAN 7 t gl KAT I: Schwimmfähiger und ABC-geschützter Prototyp in der Wehrtechnischen Studiensammlung Koblenz
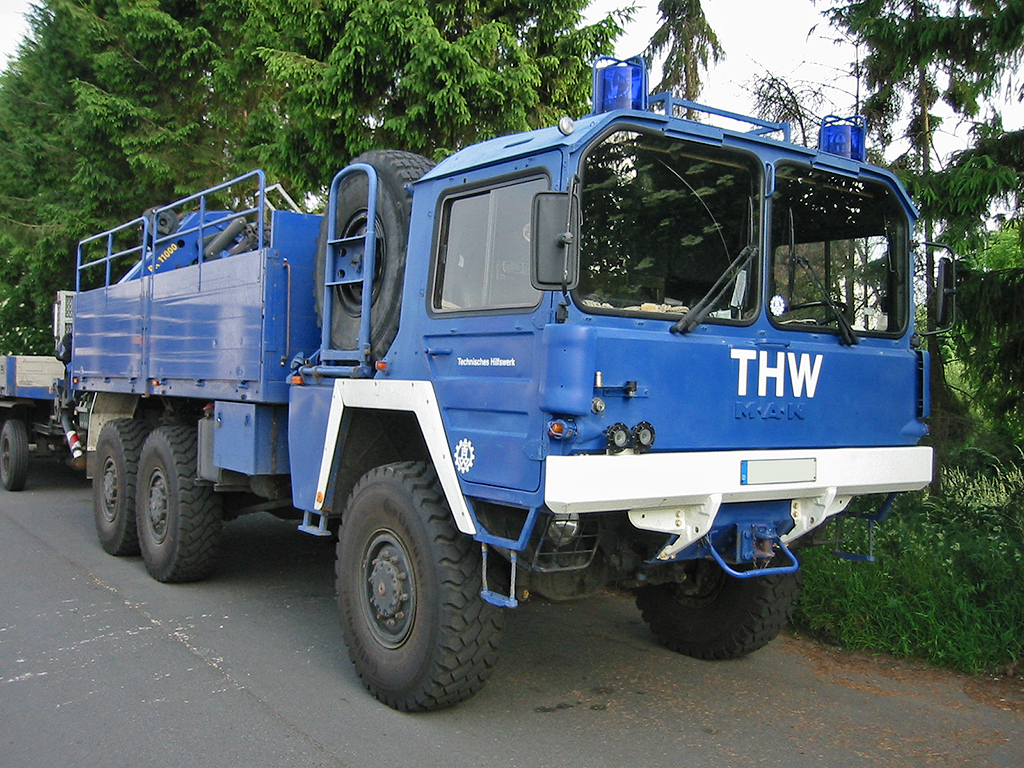
MAN 7 t gl KAT I: mit Ladekran und Leichtmetallschlägen nachgerüstetes Modell des THW
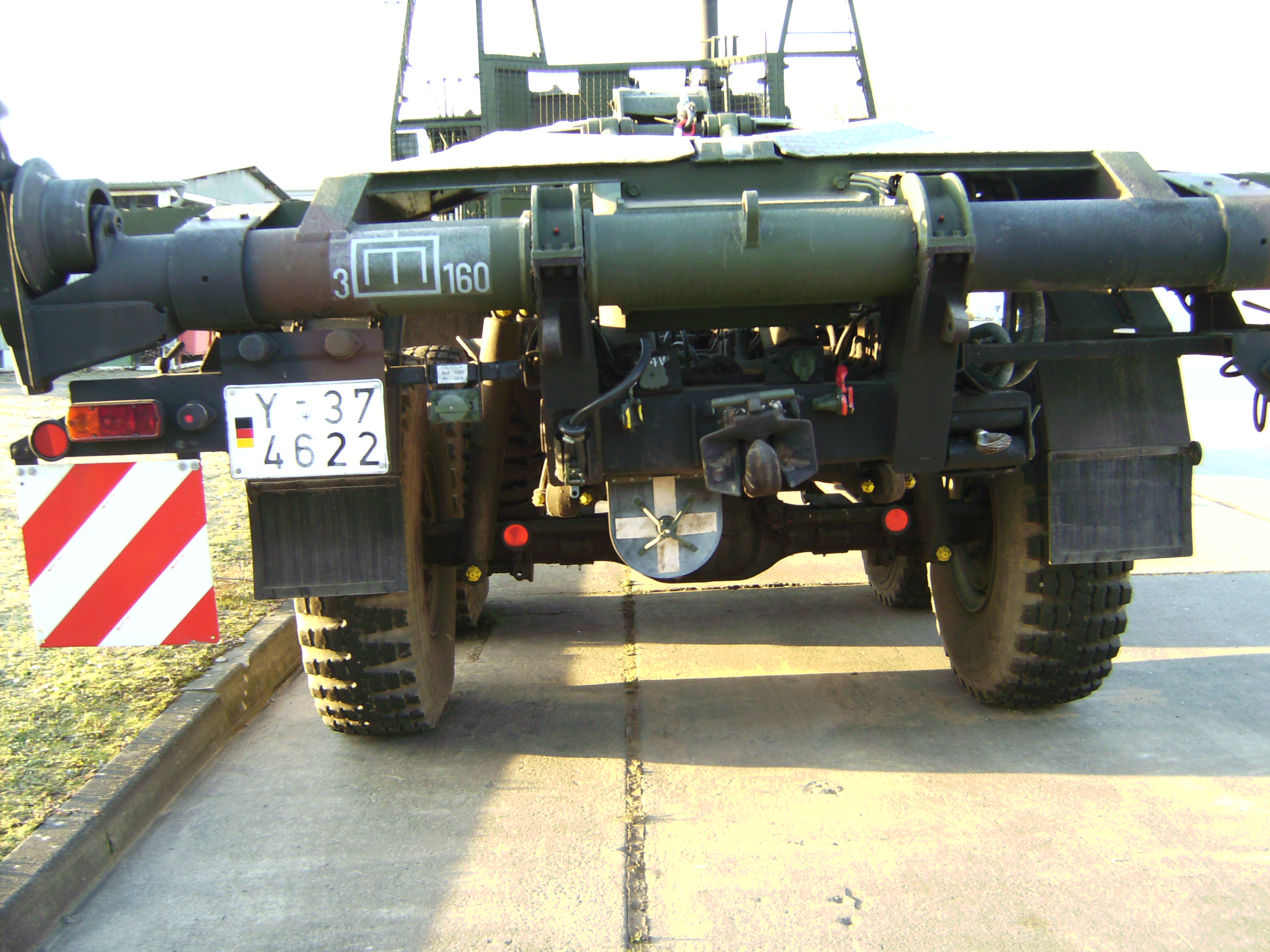
Heckansicht des MAN 7 t mil gl als FSB- und M-Boot-Transporter
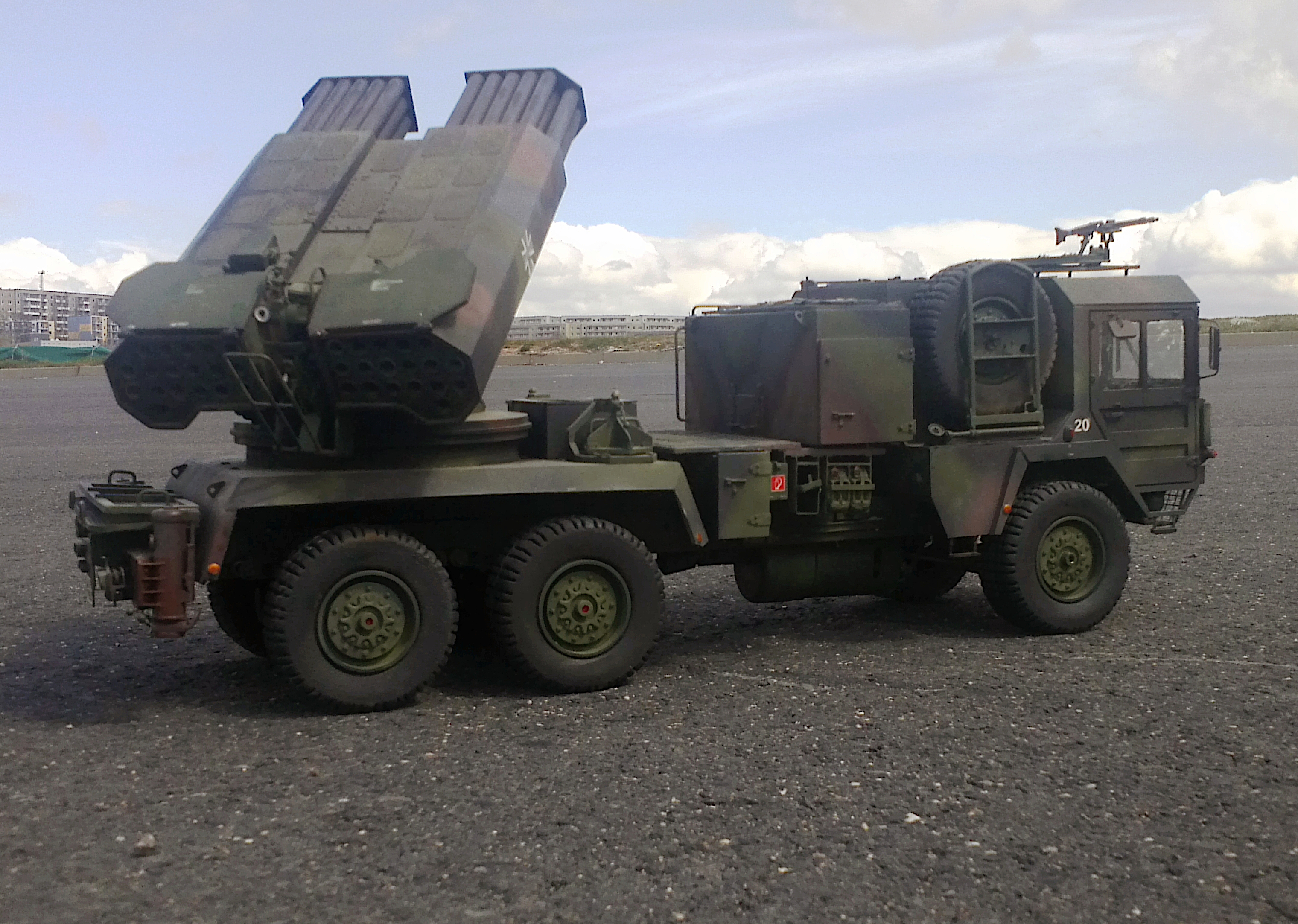
Mehrfachraketenwerfer 110 SF, auf MAN 7 t mil gl (LARS 2)
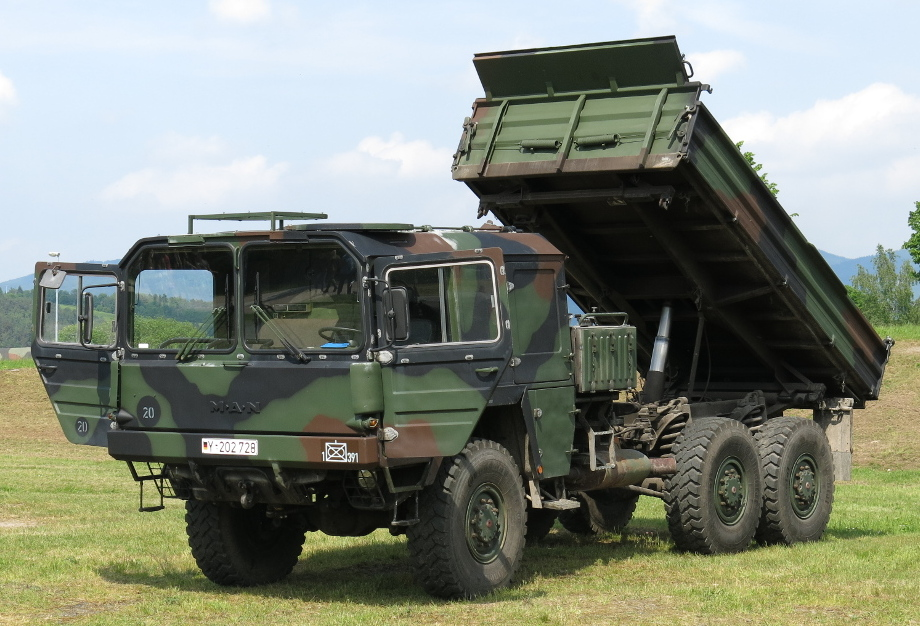
Kipper MAN 7 t mil gl
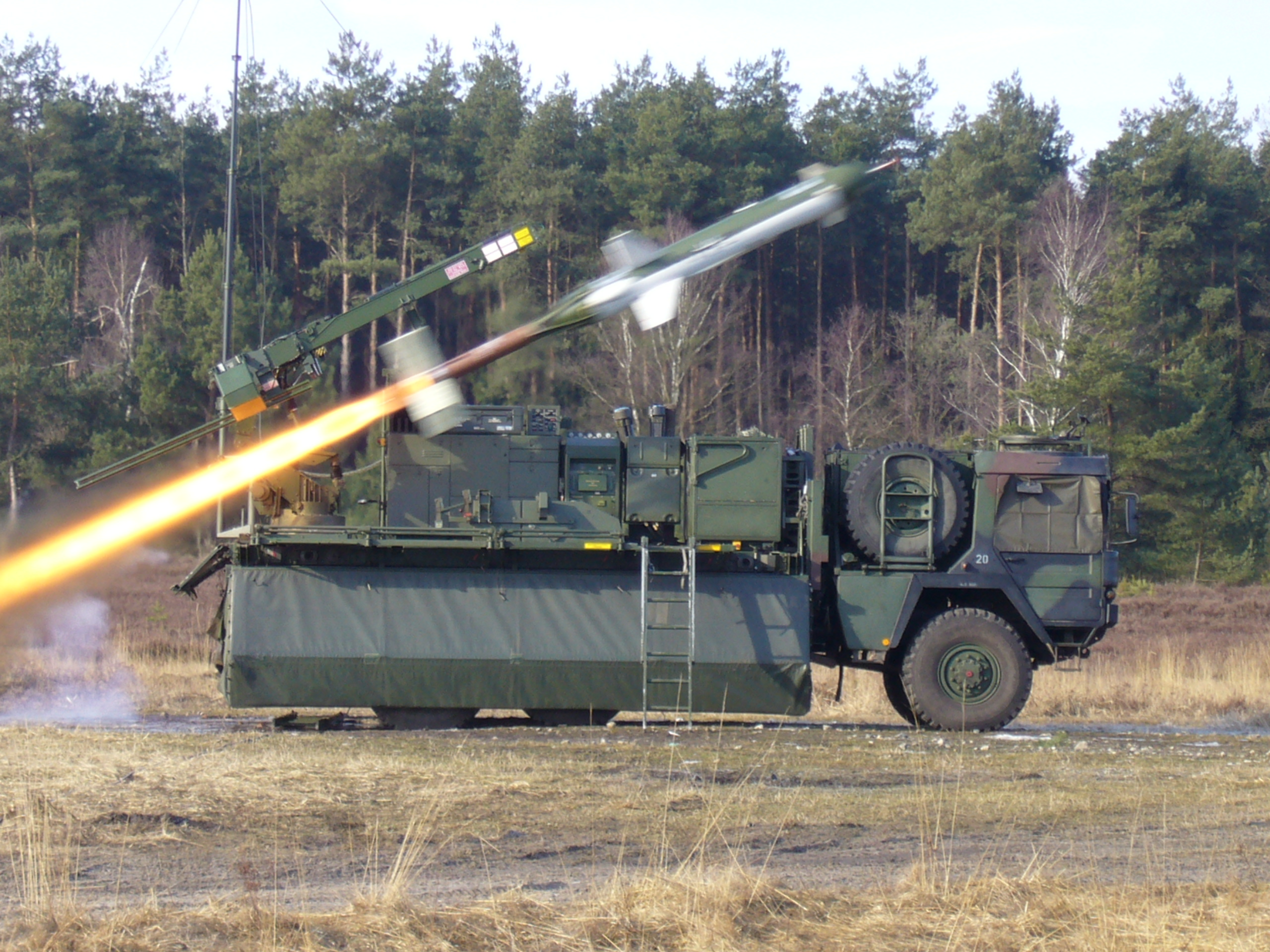
Startfahrzeug M21 (MAN 7 t mil gl (CL289))

### LKW 10 t mil gl KAT I (8×8)
Der vierachsige LKW bildet den Abschluss der KAT-I-Familie. Ausgerüstet mit einem 320-PS-Deutz-Motor, Abgasturbolader und Ladeluftkühlung wird dieser LKW von den Versorgungseinheiten der Divisionen, Brigaden und Korpsverbände des Heeres eingesetzt. Durch die verlängerte Ladefläche wird dieses Fahrzeug für den Transport von Mengenverbrauchsgütern wie Munition und Kraftstoff genutzt und dient der Versorgung der Kampfeinheiten. MAN baute in den Jahren 1976 bis 1985 zwei Versionen. Typ 454 verfügte nur über eine 5-Tonnen-Seilwinde der Firma Rotzler und war auf Umschlaggeräte wie Gabelstapler angewiesen. Dagegen verfügte der Typ 464 über einen 1-Tonnen-Ladekran von Atlas-Weyhausen, montiert auf der linken Seite der Ladenflächenmitte. Bedingt durch den Ladekran kann dieser Typ nur neun statt zehn Europaletten laden.

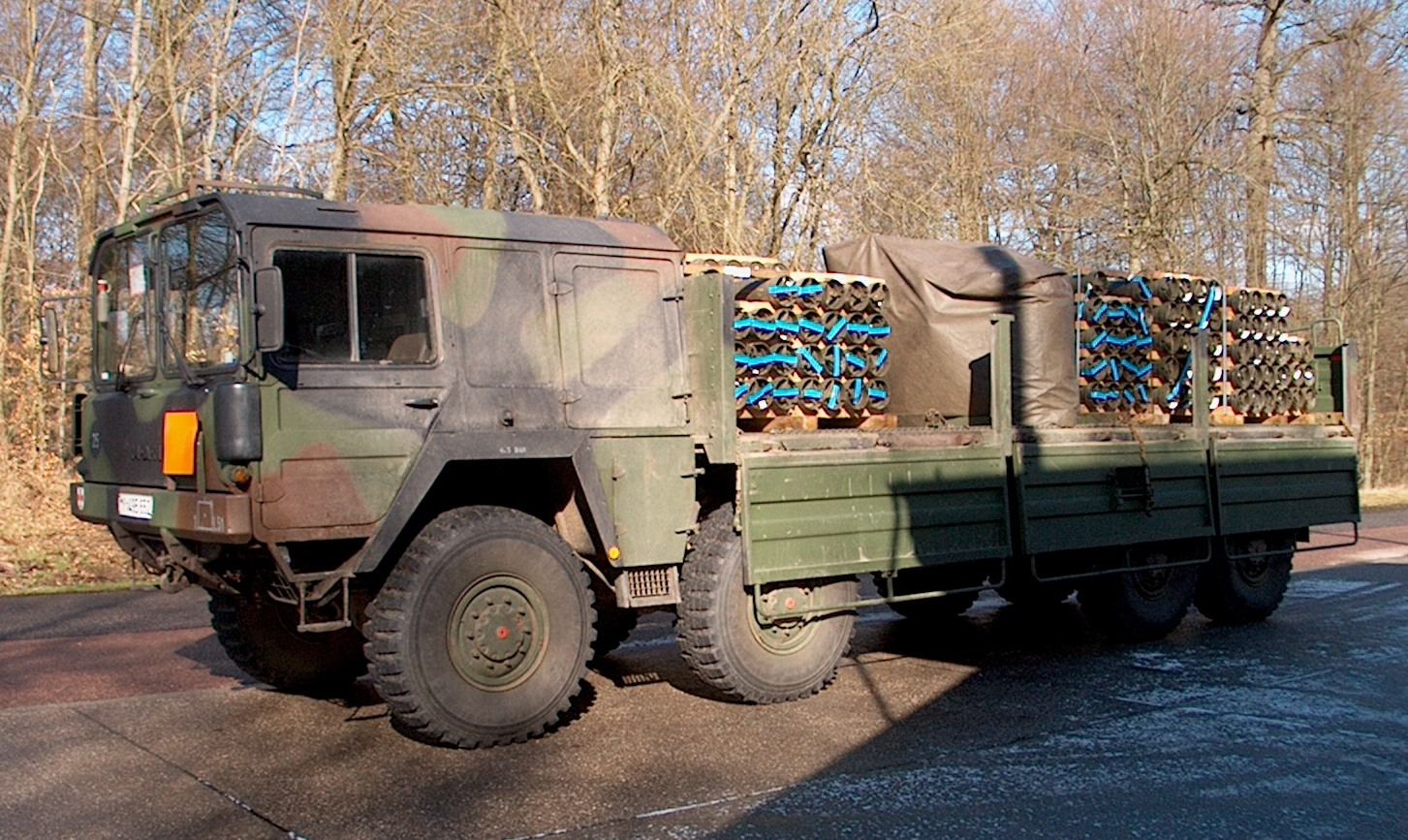
MAN 10 t gl mit Ladekran Beladung: Treibladungen für Artilleriegeschosse; unter der braunen Abdeckplane: der abgedeckte Ladekran
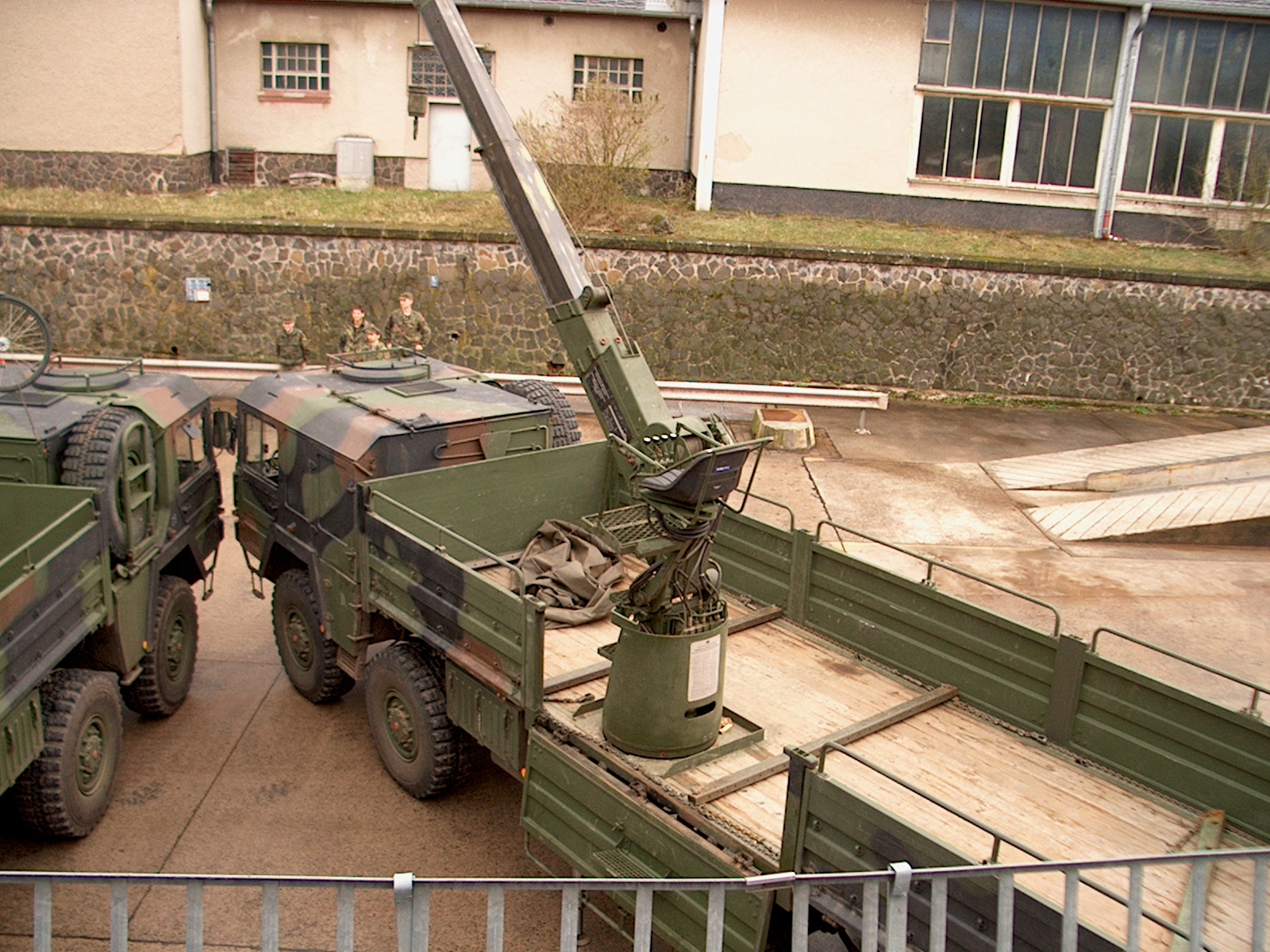
Ausgefahrener 1-Tonnen-Ladekran von Atlas Weyhausen

Auf Basis des 10 t mil gl und glw wurden die LKW der erweiterten Folgegeneration KAT I A1 sowie der Folgegeneration 3 wie das Wechselladersystem MULTI entwickelt.

### LKW 15 t mil gl KAT I A1 (8×8)
Anfang der 1980er Jahre lieferte MAN verbesserte Fahrzeuge der KAT-I-A1-Version als Trägerfahrzeug der 15-t-Klasse an die Luftwaffe. Mit einer auf 2900 mm vergrößerten Spurbreite dienen diese Fahrzeuge mit der Bezeichnung 15 t mil gl BR A1 als Geräteträger und Startsystem für die Waffensysteme Roland und Patriot. Als Lenkflugkörpertransporter wird ein herkömmliches Fahrgestell mit Pritschenaufbau verwendet, das um einen Anbaudrehkran 2,5 t von Atlas erweitert wurde.
Angetrieben wird der vierachsige LKW von einem Deutz-8-Zylinder-Dieselmotor mit 360 PS, Abgasturbolader und Ladeluftkühler. Wie auch die 5-, 7- und 10-Tonner verfügt er zum Teil über eine Seilwinde von Rotzler.
Auch das 2006 eingeführte Artillerieortungsradar COBRA verwendet freigewordene Fahrgestelle der KAT-I-A1-Generation.

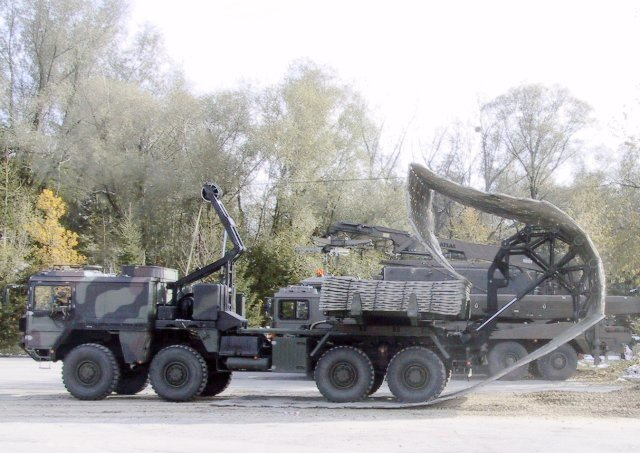
15 t gl KAT I A1 mit Faltstraßenverlegesystem
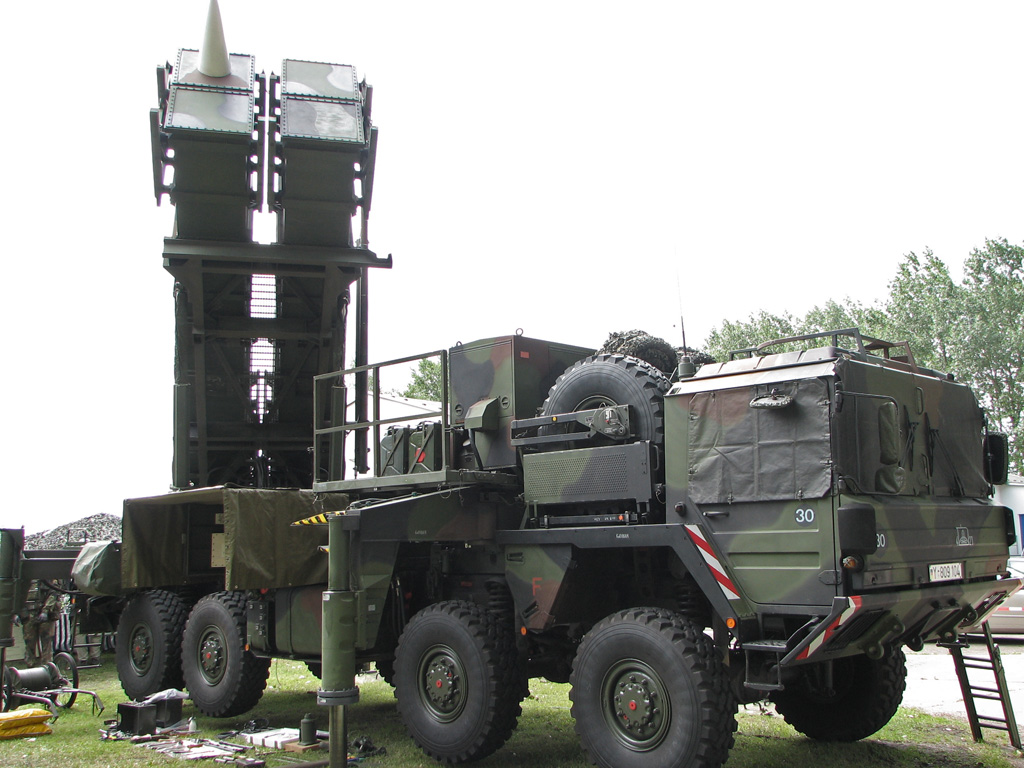
15 t gl KAT I A1 mit Waffensystem Patriot, gut zu erkennen ist das aufgrund der Überbreite abgeänderte Fahrerhaus

## 3. Generation
Die Fahrzeuge der Generation 3 sind Weiterentwicklungen der MAN-gl-Familie und gehören zum Konzept Transport- und Sonderkraftfahrzeuge der Bundeswehr. Sie gehören zur Kategorie I und erfüllen die neudefinierte Mobilitätsstufe A. Diese fordert uneingeschränkte Geländegängigkeit auf schweren und feuchten Böden, die Möglichkeit, den Kampffahrzeugen zu folgen, sowie eine Wattiefe von 1,2 m. Zivil tragen sie die Bezeichnung SX (hochgeländegängig, schraubengefedert) und HX (bedingt geländegängig, blattgefedert).
Wie auch die Fahrzeuge der Generation 2 sind sie nach dem Baukastensystem aufgebaut. Um Kosten zu sparen, wurden Teile der Vorgänger weiterverwendet und verbessert, aber auch Neuentwicklungen verbaut. Modifikationen wurden am Fahrerhaus vorgenommen, und die Bremsanlage wurde durch das Hinzufügen eines Retarders verbessert.
Die Beschaffung der Fahrzeuge bei der Bundeswehr erfolgt auftragsbezogen und nicht wie geplant im Austausch „alt gegen neu“.

### Varianten

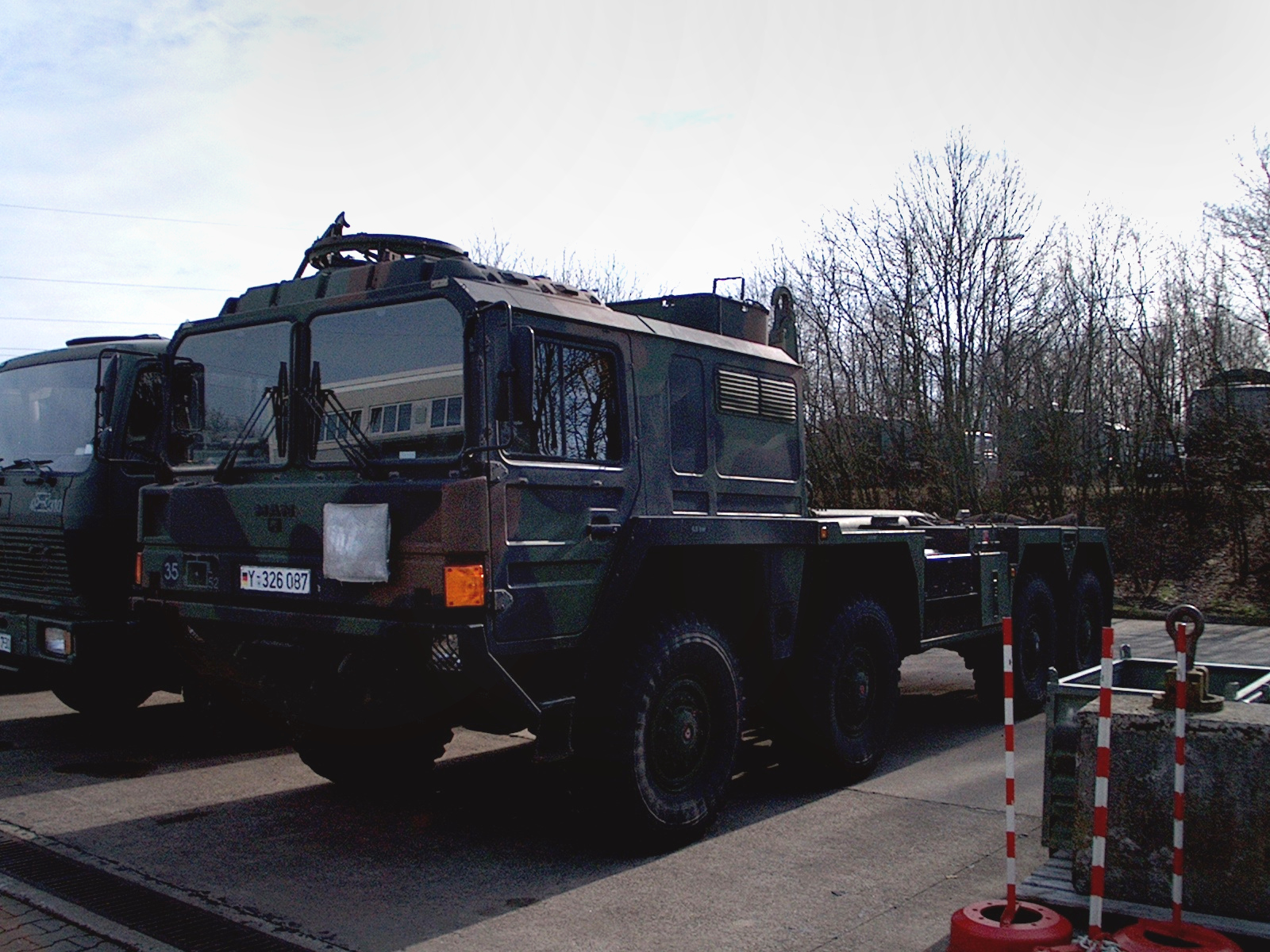
Wechselladersystem MULTI ohne Wechselladerpritsche

Beschafft wurde die Generation 3 bei der Bundeswehr in den Nutzlastklassen 7 t und 15 t. Angetrieben werden beide Fahrzeuge von einem Sechszylindermotor mit 400 PS des Typs MAN D 2866 LF in den Schadstoffklassen Euro 1 bzw. 2. Der Siebentonner dient dabei als Trägerfahrzeug der Richtfunkanlagen AUTOFUE des FM-Nachrichtendienstes der Luftwaffe, als Trägerfahrzeug der Richtfunkanlagen des Flugabwehrsystems HAWK sowie als luftverladbare Variante des Waffensystems Roland. Die Fahrzeuge der 15-t-Klasse werden als Berge- und Abschleppfahrzeug (BKF 30.40), Wechselladersystem MULTI sowie als Verleger und Transporter der Faltfestbrücke eingesetzt. Ein ebenfalls auf diesem Fahrgestell geplantes Brunnenbohrgerät für die Pioniere der Bundeswehr wurde nicht eingeführt. Der Prototyp ging an die Niederlande.

### SX-Serie
Der SX ist die jüngste Entwicklungsstufe des ursprünglichen MAN gl. Die wichtigsten Merkmale sind nach wie vor der extrem verwindungssteife Leiterrahmen mit geschlossenen Kasten-Längsträgern und damit verschweißten Rohr-Querträgern sowie das besonders bewegliche Fahrwerk mit an Lenkern geführten Achsen und langhubigen Schraubenfedern.
Auf Wunsch kann beim 8×8 auch eine hydropneumatische Federung an den Hinterachsen geliefert werden („Heplex“). Der SX verfügt über eine breitere Rahmenspur im Vergleich zu zivilen LKW, da nur die Verwendung einzelbereifter Achsen vorgesehen ist. Der MAN-D20-Motor mit 440 PS (324 kW) sitzt unter dem kippbaren Fahrerhaus zwischen der ersten und zweiten Achse, und der Kühler liegt flach darüber. Das Ersatzrad ist seitlich hinter der Kabine längs eingebaut. Alle SX-Modelle sind auch mit einem nach STANAG 4569 geschützten Fahrerhaus erhältlich und werden meist als Systemträger für Sonderaufbauten (z. B. Kofferaufbauten) eingesetzt, die eine hohe Durchsetzungsfähigkeit im Gelände und einen verwindungssteifen Rahmen erfordern.
Die aktuellen Vertreter der SX-Baureihe sind:
- MAN SX 25.440 6×6 (MAN-Typbezeichnung X44) z. B. als Antennenmasttransporter (Antenna Mast Carrier), Tanker oder Containertransporter
- MAN SX 32.440 8×8 (X45) z. B. als Recovery Vehicle (Bergefahrzeug), Bridgelayer (Brückenleger) oder mit Load Handling System (Wechselladebrücke)

Auch der MULTI 2 FSA ist ein Aufbau auf der Basis des MAN SX.
Darüber hinaus ist die SX-Serie auch das Basisfahrzeug vieler ziviler Flugfeldlöschfahrzeuge, Expeditionsfahrzeuge sowie militärischer Sonderfahrzeuge wie beispielsweise als Trägerfahrzeug für das Panzir- oder Patriot-Flugabwehrraketensystem.

### HX-Serie

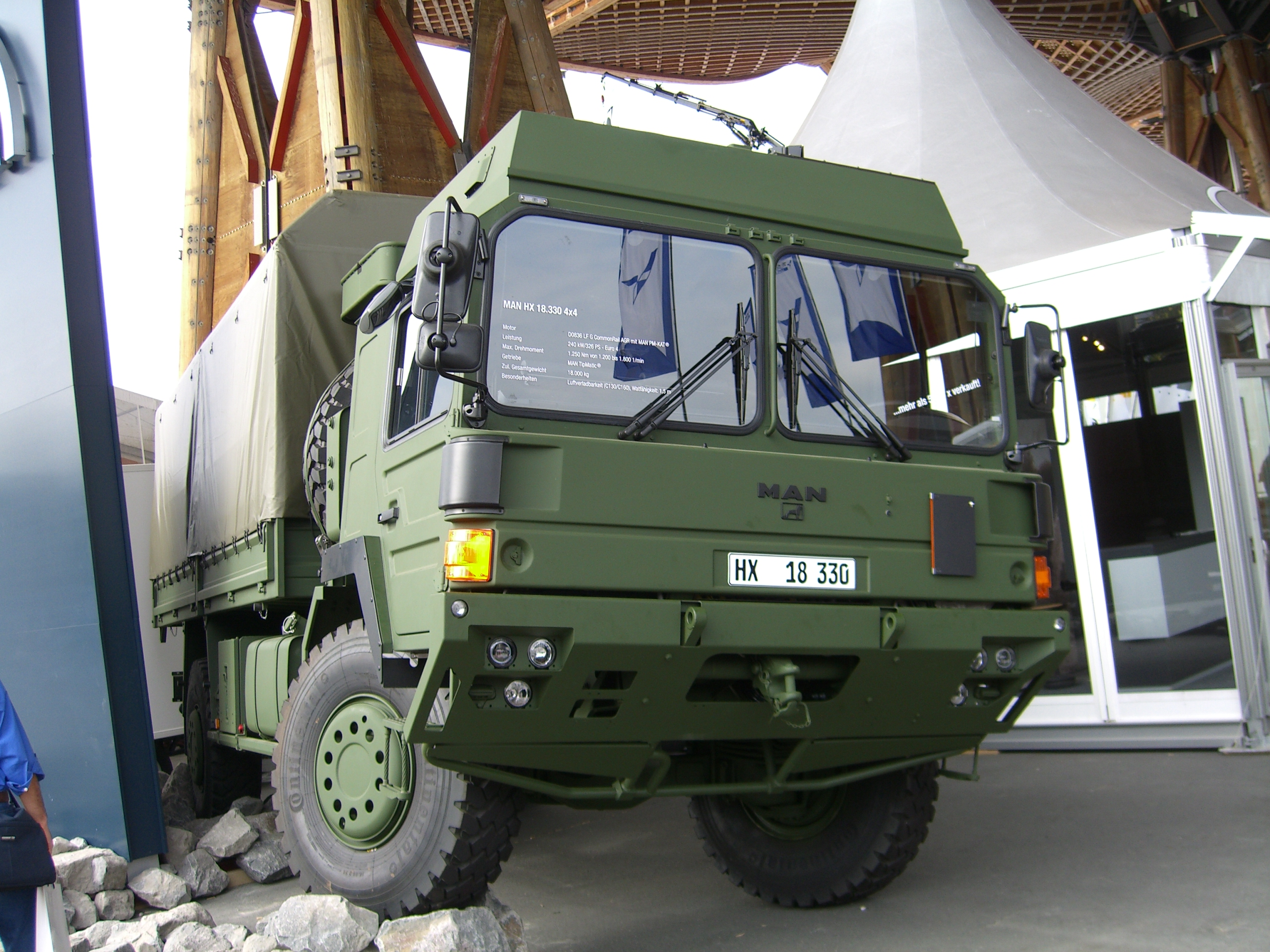
MAN HX 18.330 4×4

Die MAN-HX-Serie unterscheidet sich technisch stark von der aktuellen SX-Serie und ihren Vorläufern. Der Leiterrahmen in C-Profil-Ausführung basiert auf dem der zivilen TGA-Serie. Durch den Einsatz von Blattfedern liegt die Beweglichkeit der Achsen auf einem etwas niedrigeren Niveau als beim SX mit Schraubenfedern. Der Motor sitzt unter dem Fahrerhaus auf Höhe der ersten Achse und verlagert dadurch im Vergleich zum SX den Schwerpunkt weiter nach vorne. Alle HX-Modelle sind auch mit einem geschützten Fahrerhaus erhältlich und werden meist in einer Konfiguration für klassische Transportaufgaben eingesetzt. Typische Vertreter der HX-Baureihe sind der:
- MAN HX 18.330 BB 4×4 (X60) als „Cargo“ oder „Troop Carrier“
- MAN HX 25.440 BB 6×6 (X58) als „Cargo“, „Troop Carrier“, „Tanker“ oder „Tractor“ (Sattelzugmaschine)
- MAN HX 32.440 BB 8×8 (X77) als „Load Handling System“ (Wechselladebrücke)
- MAN HX 44.680 BBS 8×8 (X81) als „Tank Transporter“ (Panzertransporter) oder „Recovery“ (Bergefahrzeug)

Optische Unterscheidungsmerkmale zum SX sind der auf linken Fahrzeugseite längs montierte Kühler und das quer eingebaute Ersatzrad. Bis auf den Typ X81 werden alle HX- und SX-Fahrzeuge von MAN-Reihensechszylindermotoren angetrieben.
Der X81 stellt eine Besonderheit dar, da er mit dem 680 PS leistenden MAN-D2868-V8-Motor ausgerüstet ist. Als einziger Vertreter der HX-Reihe verfügt er über einen zusätzlichen Kühler auf der rechten Fahrzeugseite.

## Nutzer

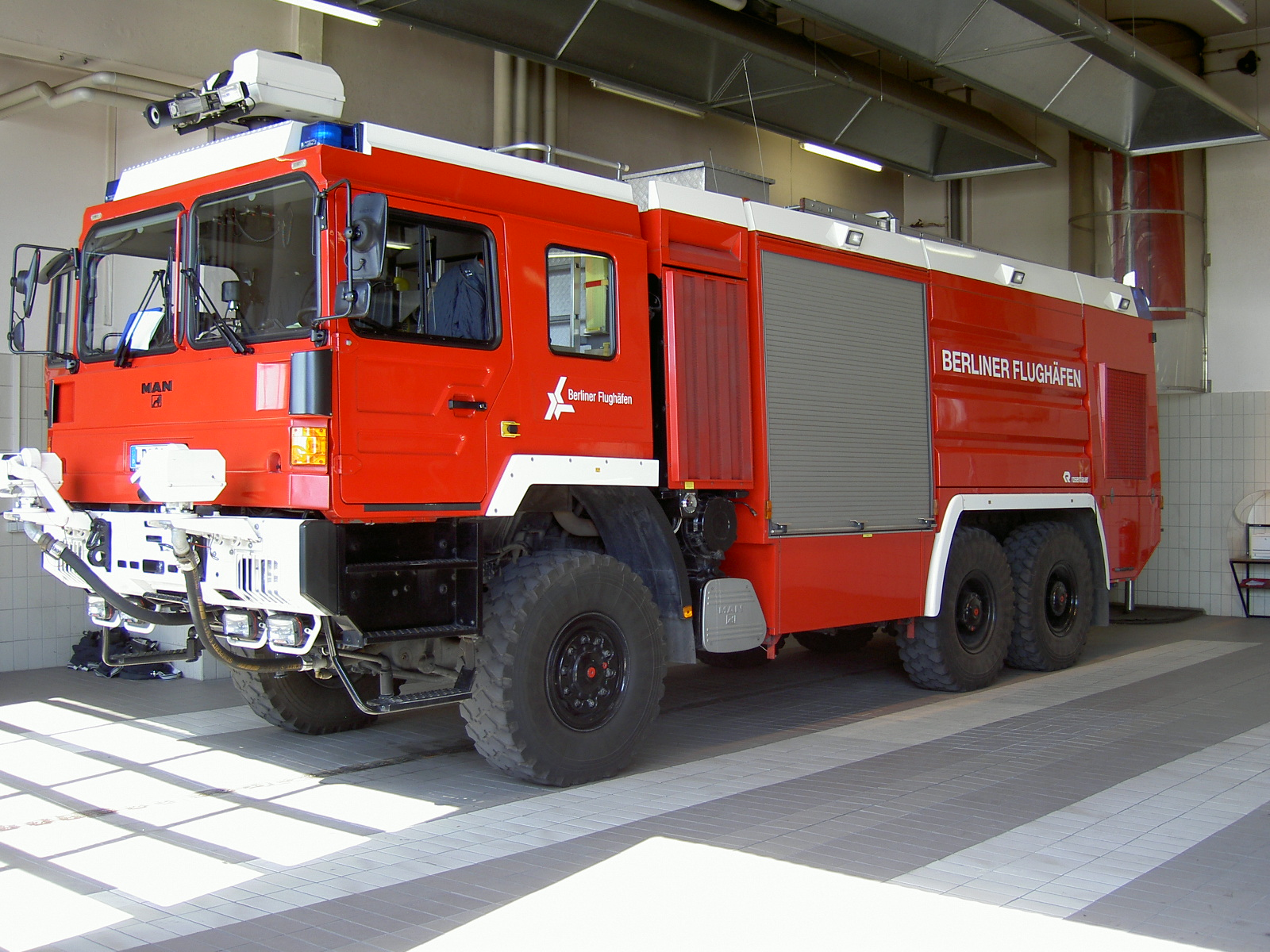
Nutzung als Flugfeldlöschfahrzeug

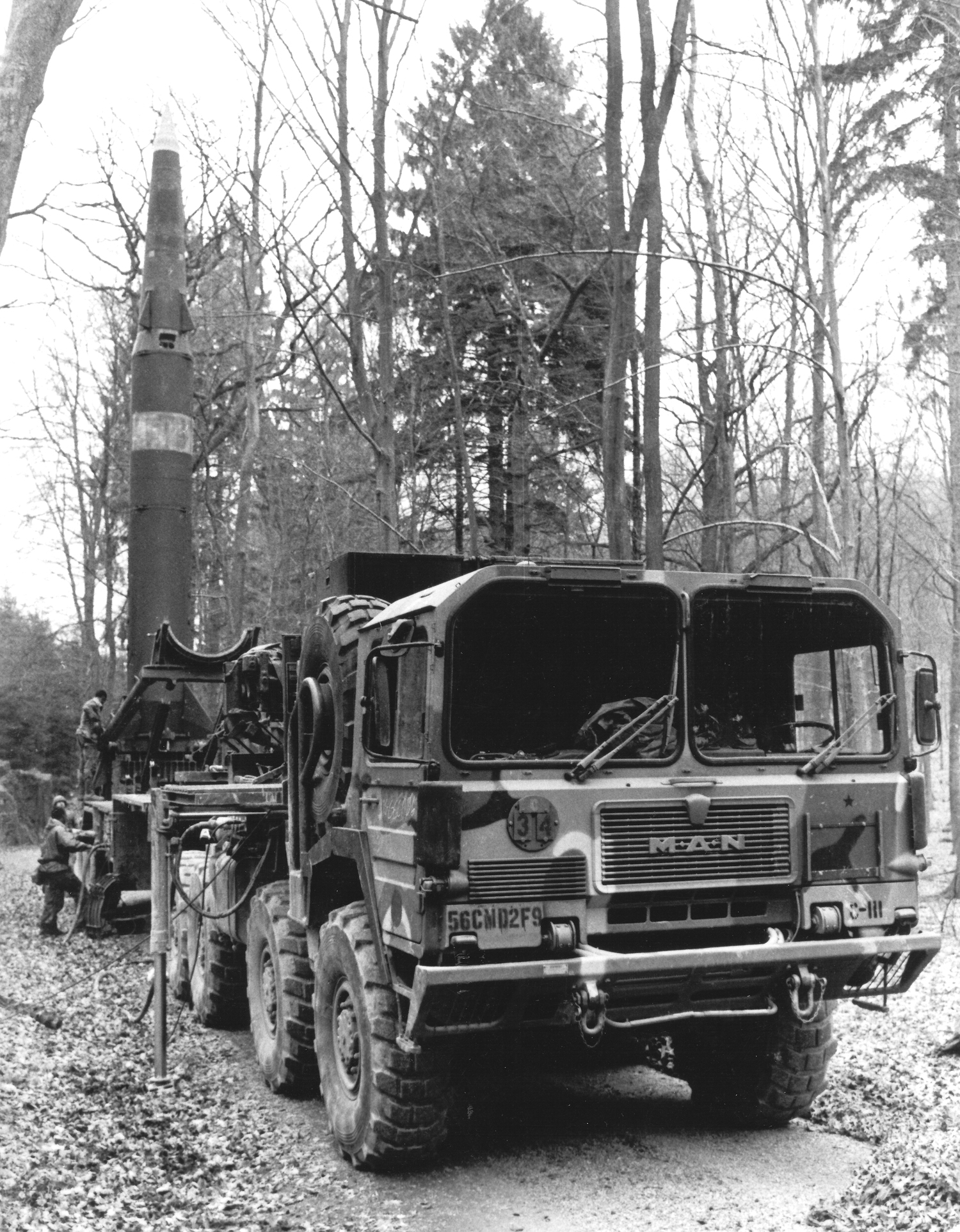
MAN-Schlepper M-1014 KAT 2 mit Pershing-II-Atomrakete der US-Streitkräfte

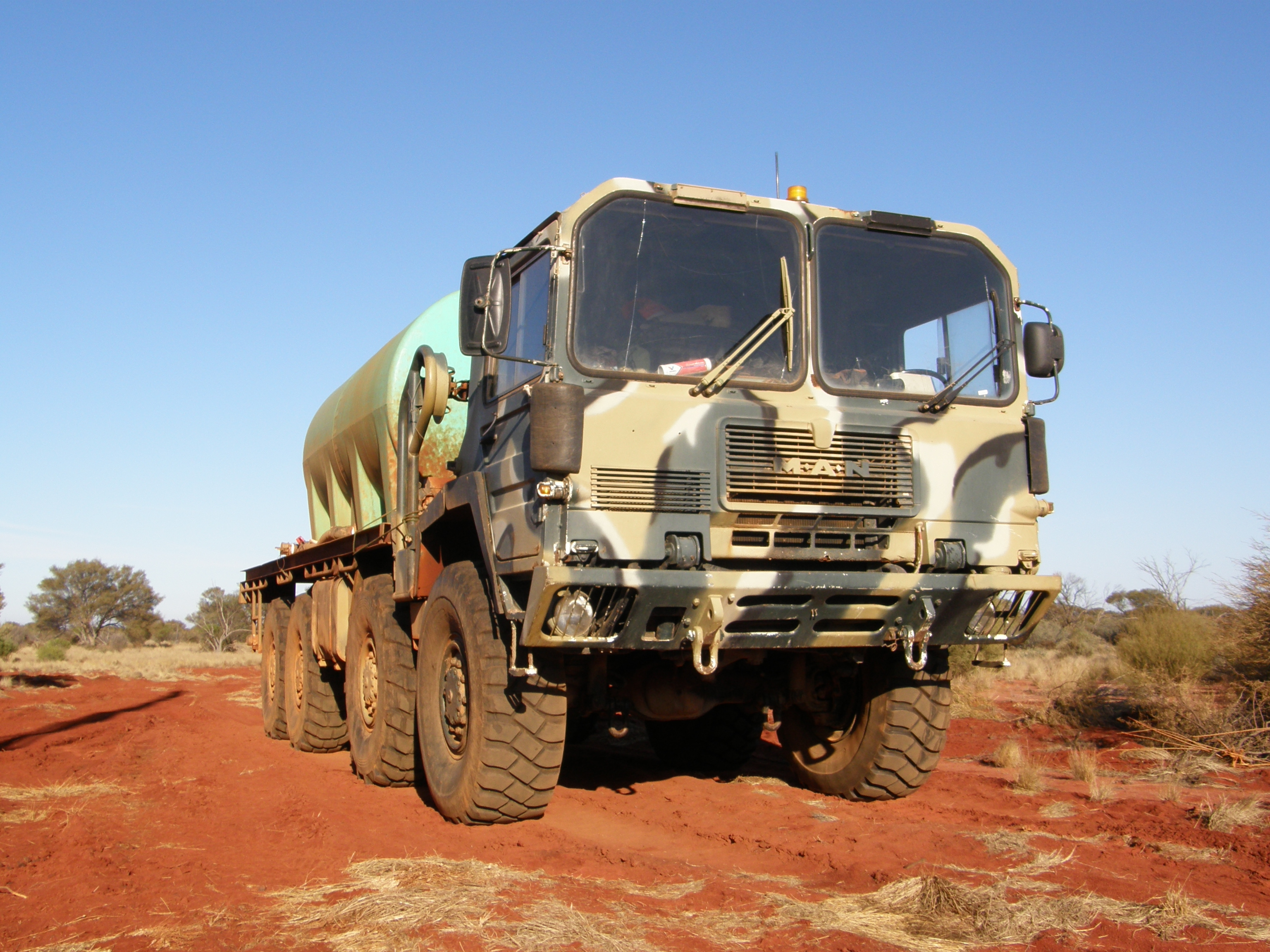
MAN M-1014 KAT 2 als Wasser-LKW in der Kohleerkundung südlich Coober Pedy, South Australia

Neben der Bundeswehr und dem deutschen Technischen Hilfswerk (THW) nutzen noch andere Streitkräfte, Organisationen und Staaten den MAN gl in verschiedenen Varianten. So befinden sich bei den britischen Streitkräften HX- und SX-Varianten in der Nutzlastklassen von 5 bis 15 Tonnen im Einsatz. Weitere Nutzer der Familie sind die Streitkräfte von Luxemburg, Estland und Griechenland und, unter der Bezeichnung ÖAF („S-LKW“), das österreichische Bundesheer. Die UNO setzte den Lkw bei Friedensmissionen sowohl in der Dreiachser- als auch in der Vierachser-Version ein, entsprechend dem UN-Standard in weiß lackiert und mit großen schwarzen Buchstaben „UN“ markiert.
Ende 2022 beauftragte die Bundesregierung den Hersteller, 26 fabrikneue Wechsellader-Fahrzeuge HX 8×8 an die Ukraine zu liefern, um diese bei der Abwehr des russischen Überfalls zu unterstützen. Weitere Fahrzeuge des gleichen Typs sollen im Rahmen eines Ringtausches an Slowenien geliefert werden.
Zahlreiche KAT-1-Fahrzeuge werden nach ihrer Außerdienststellung bei der Bundeswehr inzwischen auch im zivilen Bereich genutzt, so zum Beispiel als Expeditionsfahrzeug/Wohnmobil für extreme Bedingungen.

### Pershing-II-Transporter der US-Army
Für die von den amerikanischen Streitkräften in Baden-Württemberg und Bayern zu stationierenden und von wechselnden Orten in Europa aus einsatzfähigen Pershing-II-Mittelstreckenraketen entwickelte MAN die Zugmaschinen auf Basis des MAN gl. Als Basis diente zuerst das KAT-I-Konzept der Bundeswehr, dieses wurde jedoch von den USA als unzureichend zurückgewiesen. Daraufhin modifizierte MAN die Fahrzeuge und verbaute einen wassergekühlten V10-Motor, größere 16,00-Zoll-Reifen und einen Motortunnel inklusive Kühlergrill. Die geänderten Fahrzeuge erhielten von MAN die Bezeichnung „KAT 2“, was allerdings nichts mit der Kategorieeinordnung der Bundeswehr zu tun hat.